# Алієв Шаміль Алійович
Шаміль Алійович Алієв (рос. Шамиль Алиевич Алиев; нар. 9 вересня 1979, Махачкала, Дагестанська АРСР, РРФСР, СРСР) — російський та таджицький борець вільного стилю, срібний призер чемпіонату Азії, бронзовий призер Азійських ігор, срібний призер Кубку світу, учасник Олімпійських ігор.

## Життєпис
Боротьбою почав займатися з 1992 року. Виступав за кадетську та юніорську збірні Росії, у складі яких ставав чемпіоном світу та Європи. На дорослому рівні, представляючи Росію, став срібним призером Кубку світу. З 2002 року почав виступи за збірну Таджикистану.
Виступав за Клуб профспілок, Махачкала.

## Спортивні результати на міжнародних змаганнях

### Виступи на Олімпіадах
| Змагання                    | Збірна      | Вагова категорія          | Місце |
| --------------------------- | ----------- | ------------------------- | ----- |
| Літні Олімпійські ігри 2004 | Таджикистан | вільна боротьба, до 84 кг | 8     |

### Виступи на Чемпіонатах Азії
| Змагання                       | Збірна      | Вагова категорія          | Місце  |
| ------------------------------ | ----------- | ------------------------- | ------ |
| Чемпіонат Азії з боротьби 2003 | Таджикистан | вільна боротьба, до 84 кг | Срібло |

### Виступи на Азійських іграх
| Змагання           | Збірна      | Вагова категорія          | Місце  |
| ------------------ | ----------- | ------------------------- | ------ |
| Азійські ігри 2002 | Таджикистан | вільна боротьба, до 84 кг | Бронза |

### Виступи на Кубках світу
| Змагання                    | Збірна | Вагова категорія          | Місце  |
| --------------------------- | ------ | ------------------------- | ------ |
| Кубок світу з боротьби 2000 | Росія  | вільна боротьба, до 76 кг | Срібло |

### Виступи на інших змаганнях
| Змагання                                                         | Збірна      | Вагова категорія          | Місце  |
| ---------------------------------------------------------------- | ----------- | ------------------------- | ------ |
| Гран-прі Німеччини з боротьби 1999                               | Росія       | вільна боротьба, до 76 кг | Бронза |
| Міжнародний меморіал Дейва Шульца 2000                           | Росія       | вільна боротьба, до 76 кг | Золото |
| Олімпійський кваліфікаційний турнір з боротьби 2004 (Братислава) | Таджикистан | вільна боротьба, до 84 кг | 14     |
| Олімпійський кваліфікаційний турнір з боротьби 2004 (Софія)      | Таджикистан | вільна боротьба, до 84 кг | Срібло |
| Гран-прі Німеччини з боротьби 2004                               | Таджикистан | вільна боротьба, до 84 кг | Срібло |

### Виступи на змаганнях молодших вікових груп
| Змагання                                       | Збірна | Вагова категорія          | Місце  |
| ---------------------------------------------- | ------ | ------------------------- | ------ |
| Чемпіонат світу з боротьби серед кадетів 1995  | Росія  | вільна боротьба, до 70 кг | Золото |
| Чемпіонат Європи з боротьби серед юніорів 1996 | Росія  | вільна боротьба, до 74 кг | Золото |
| Чемпіонат світу з боротьби серед юніорів 1997  | Росія  | вільна боротьба, до 76 кг | Бронза |
| Чемпіонат Європи з боротьби серед юніорів 1998 | Росія  | вільна боротьба, до 76 кг | Золото |
| Чемпіонат світу з боротьби серед юніорів 1998  | Росія  | вільна боротьба, до 76 кг | Золото |